# Колобър (село)
Вижте пояснителната страница за други значения на Колобър.
Коло̀бър е село в Североизточна България, община Дулово, област Силистра.

## География
Село Колобър се намира на около 38 km южно от областния център град Силистра, 6 km югоизточно от общинския център град Дулово и 55 km запад-северозападно от град Добрич. Селото е разположено в източната част на Дунавската хълмиста равнина. Районът е карстов. Проучени са големи залежи на каолин, които запълват негативни карстови форми в долнокредни варовици. Не се експлоатират поради усложнени хидрогеоложки условия.
Селото е с равнинен релефът със слаб наклон на север, надморската височина в центъра при кметството и джамията е около 222 m. Климатът е умереноконтинентален; почвите са преобладаващо лесивирани.
Отглеждат се предимно царевица, тютюн, фасул, пшеница, ечемик, лук.
Животновъдството е слабо развито.
Общинският път през село Колобър на запад към град Дулово прави връзка с първокласния републикански път I-7, водещ на север през град Алфатар и село Калипетрово до Силистра. На изток общинският път прави връзка през село Полковник Таслаково с третокласния републикански път III-2077.
Населението на село Колобър нараства от 701 души към 1934 г. на 932 души към 1985 г., рязко намалява на 620 души към 1992 г., а към 2023 г. е 427 души (по служебен документ на НСИ от 31.12.2023 г.).
Етническият състав на населението на село Колобър по данните от преброяването на населението в България през 2011 г. включва – при общо 508 души – 495 лица, самоопределили се като етнически турци и 13 не отговорили..

## История
След Освобождението селото е в България от 1878 г. до 1913 г. и от 1940 г. По силата на Букурещкия мирен договор от 1913 г. селото остава в румънска територия. Върнато е на България по Крайовския договор от 1940 г. До 1942 г. селото се нарича Байлер кьой. Преименувано е на Колобър – погрешно записано като Колобар, с министерска заповед 2191, обнародвана на 21 декември 1942 г. Грешката е отстранена с Указ 960 на Президиума на Народното събрание от 23 декември 1965 г. (обнародван, ДВ, брой 1 от 4 януари 1966 г.).
Турско първоначално училище в селото е основано през 1940 г. От 1955 г. до 1962 г. то е с наименование Народно начално училище „Намък Кемал“; от 1963 г. е с наименование „Н. Й. Вапцаров“; от 1992 г. носи наименованието „Васил Левски“. Началното училище „Васил Левски“ в село Колобър е закрито през 2002 г. със Заповед № РД-14-60 от 10 юни 2002 г. на министъра на образованието и науката.
Народно читалище „Христо Ботев“ в село Колобър е основано през 1948 г. Помещавало се е в една стая, а през 1970-те години се премества в по-голяма сграда. Към него са създадени библиотека и две вокални групи – детска и женска. Читалището е организатор на културния живот в селото – отбелязват се празници и бележити дати. През 2010 г. в съответствие с приетия Закон за народните читалища е приет нов устав, а към наименованието му е добавена годината на неговото първоначално създаване и то става Народно читалище „Христо Ботев - 1948“ – село Колобър.
Детска градина „Пролет“ в село Колобър има до към (вероятно) 2019 г. (филиал на Целодневна детска градина „Пролет“, село Межден).

## Религии
Населението на село Колобър изповядва ислям.

## Обществени институции
Село Колобър към 2024 г. е център на кметство Колобър.
В село Колобър към 2024 г. има:
- действащо читалище „Христо Ботев – 1948 г.“;[16][17]
- джамия, постоянно действаща;[18]
- пощенска станция.[19]